# Суперкубок Туркменістану з футболу
Суперкубок Туркменістану з футболу (туркм. Türkmenistanyň Naýbaşy Kubogy) — футбольне змагання, яке щорічно проводить Федерація футболу Туркменістану серед футбольних клубів Туркменістану.

## Формат турніру
У турнірі бере участь переможець Кубок Туркменістану та переможець національного чемпіонату. У разі, якщо Кубок та чемпіонат виграла одна й та ж команда, то в Суперкубку грають перша та друга команди чемпіонату.
Розігрується з 2005 року, коли брали участь переможці Чемпіонату і Кубка 2004 року.

## Переможці та фіналісти
- 2005: МТТУ 4-1 Мерв
- 2006: Небітчі 3-2 МТТУ
- 2007: Ашгабат 1-1 Шагадам (пен. 3:2)
- 2008: Мерв 3-2 Ашгабат
- 2009: МТТУ 3-0 Алтин Асир
- 2010: турнір не проводився
- 2011: Балкан 4-2 Алтин Асир
- 2012: Балкан 2-1 МТТУ (дч)
- 2013: МТТУ 1-1 Балкан (пен. 4:3)
- 2014: Ахал 4-2 МТТУ
- 2015: Алтин Асир 3-0 Ахал
- 2016: Алтин Асир 2-1 Шагадам
- 2017: Алтин Асир 2-1 Ашгабат
- 2018: Алтин Асир 1-0 Ахал
- 2019: Алтин Асир 2-0 Копетдаг
- 2020: Алтин Асир 1-1 Ахал (пен. 5:4)
- 2021: Алтин Асир 2-0 Копетдаг
- 2022: Алтин Асир 3-1 Шагадам
- 2023: турнір не проводився
- 2024: Аркадаг 3-1 Ахал

## Досягнення по клубам
| Клуб       | Кіл-ть перемог | Роки перемог                                   |
| ---------- | -------------- | ---------------------------------------------- |
| Алтин Асир | 8              | 2015, 2016, 2017, 2018, 2019, 2020, 2021, 2022 |
| Єдиген     | 3              | 2005, 2009, 2013                               |
| Балкан     | 3              | 2006, 2011, 2012                               |
| Аркадаг    | 1              | 2024                                           |
| Ашгабат    | 1              | 2007                                           |
| Ахал       | 1              | 2014                                           |
| Мерв       | 1              | 2008                                           |